# Rain Dogs
Rain Dogs je deváté studiové album amerického hudebníka Toma Waitse, vydané v roce 1985. Album bylo podle časopisu Rolling Stone zařazeno na 21 místo v jejich seznamu "100 nejlepších alb 80. let" a v roce 2003 ho zařadil číslo 397 na seznam "500 největších alb všech dob".

## Seznam skladeb
Všechny skladby napsal Tom Waits, mimo skladby „Hang Down Your Head“ – tu napsal Waits a Kathleen Brennan.
| Strana 1 (LP) | Strana 1 (LP)           | Strana 1 (LP) |
| Pořadí        | Název                   | Délka         |
| ------------- | ----------------------- | ------------- |
| 1.            | Singapore               | 2:46          |
| 2.            | Clap Hands              | 3:47          |
| 3.            | Cemetery Polka          | 1:51          |
| 4.            | Jockey Full of Bourbon  | 2:45          |
| 5.            | Tango Till They're Sore | 2:49          |
| 6.            | Big Black Mariah        | 2:44          |
| 7.            | Diamonds & Gold         | 2:31          |
| 8.            | Hang Down Your Head     | 2:32          |
| 9.            | Time                    | 3:55          |

| Strana 2 (LP) | Strana 2 (LP)                      | Strana 2 (LP) |
| Pořadí        | Název                              | Délka         |
| ------------- | ---------------------------------- | ------------- |
| 10.           | Rain Dogs                          | 2:56          |
| 11.           | Midtown (instrumentální)           | 1:00          |
| 12.           | 9th & Hennepin                     | 1:58          |
| 13.           | Gun Street Girl                    | 4:37          |
| 14.           | Union Square                       | 2:24          |
| 15.           | Blind Love                         | 4:18          |
| 16.           | Walking Spanish                    | 3:05          |
| 17.           | Downtown Train                     | 3:53          |
| 18.           | Bride of Rain Dog (instrumentální) | 1:07          |
| 19.           | Anywhere I Lay My Head             | 2:48          |

## Obsazení
- Tom Waits – zpěv (1–10, 12–17, 19), kytara (2, 4, 6, 8–10, 15–17), varhany (3, 19), klavír (5, 12), harmonium (8, 18), banjo (13)
- Michael Blair – perkuse (1–4, 7, 8, 12, 13, 17), marimba (2, 7, 10, 12), bicí (8, 14, 18), konga (4), smyčcová pila (12), průvodní buben (19)
- Stephen Hodges – bicí (1, 2, 4, 6, 10, 11, 15, 16), průvodní buben (3)
- Larry Taylor – kontrabas (1, 3, 4, 6, 8–10, 15), baskytara (7, 11, 14, 16)
- Marc Ribot – kytara (1–4, 7, 8, 10)
- „Hollywood“ Paul Litteral – trubka (1, 11, 19)
- Bobby Previte – perkuse (2), marimba (2)
- William Schimmel – akordeon (3, 9, 10)
- Bob Funk – pozoun (3, 5, 10, 11, 19)
- Ralph Carney – barytonsaxofon (4, 14), saxofon (11, 18), klarinet (12)
- Greg Cohen – kontrabas (5, 12, 13)
- Chris Spedding – kytara (1)
- Tony Garnier – kontrabas (2)
- Keith Richards – kytara (6, 14, 15), doprovodné vokály (15)
- Robert Musso – banjo (7)
- Arno Hecht – tenorsaxofon (11, 19)
- Crispin Cioe – saxofon (11, 19)
- Robert Quine – kytara (15, 17)
- Ross Levinson – housle (15)
- John Lurie – altsaxofon (16)
- G.E. Smith – kytara (17)
- Mickey Curry – bicí (17)
- Tony Levin – baskytara (17)
- Robert Kilgore – varhany (17)